# Долни Романци
Долни Романци е село в Западна България. То се намира в община Брезник, област Перник.

## География
Селото се намира на 2 километра от Брезник. Разделено е на две махали – Горна и Долня (Долна), разстоянието между които е около километър. Между тях се намира селското гробище и паметник на загиналите в Сръбско-българската война.

## История
Селото е дало много жертви в Сръбско-българската война.

## Културни и природни забележителности
В селото има късносредновековна църква, днес в развалини, обредни кръстове, много стар кладенец, в близост до връх Мечи камик.

## Редовни събития
Съборът на село Долни Романци e възобновен през 2014 година. Ежегодният събор се провежда през втория уикенд на месец юни.

## Други
Основни родове в селото са Велкови, Гьорини, Балавурци (в Долната махала), Тричкови (в Горната махала) и други.